# Port lotniczy San Cristóbal
Port lotniczy San Cristóbal – port lotniczy położony na wyspie San Cristóbal, w archipelagu Galapagos, w Ekwadorze.